# Martin Ides
Martin Ides (* 3. Mai 1980 in Krmelín, Tschechoslowakei) ist ein tschechisch-deutscher Basketballtrainer und ehemaliger Nationalspieler. Bis November 2013 war Ides Trainer des deutschen Zweitligisten Nürnberger BC, für den er selbst zuvor drei Jahre als Spieler tätig war. Ides besitzt die deutsche Staatsbürgerschaft.

## Karriere
Ides ging zum Studium in die Vereinigten Staaten, wo er am Davidson College im gleichnamigen Ort in North Carolina. Hier spielte er von 1998 bis 2002 vier Jahre lang für die Hochschulmannschaft Wildcats, unter anderem zusammen in einer Mannschaft mit den späteren Basketball-Bundesliga-Profis Emeka Erege und Wayne Bernard. In seiner letzten Spielzeit für die Wildcats gewann man 2002 die Meisterschaft der Southern Conference der NCAA, doch in der landesweiten NCAA-Endrunde setzte es gleich zum Auftakt in der ersten Runde eine Niederlage gegen die favorisierten Buckeyes der Ohio State University. Während seiner Studienzeit kam Ides auch in der tschechischen Nationalmannschaft zum Einsatz und belegte noch im Juniorenalter bei der EM-Endrunde 1999 den zwölften Platz mit der tschechischen Auswahl. In der Folge stand Ides aber meist im Schatten von Veteran Jiří Okáč und des ein Jahr älteren Ondřej Starosta, die über eine nahezu gleiche Körperlänge wie Ides verfügten.
Nach dem Studienende kehrte Ides in sein Heimatland zurück und spielte für den Erstligisten BK ECM Nymburk, der am Ende der Saison 2002/03 die Finalserie um die Meisterschaft knapp in sieben Spielen gegen den BK Opava verlor und mit der Vizemeisterschaft seine vorerst beste Platzierung erreichte, bevor Nymburk in den folgenden Jahren zum Serienmeister in Tschechien wurde. Nach dem Beginn der Saison 2003/04 bekam Ides ein Angebot des europäischen Spitzenvereins Benetton Treviso. Der italienische Meister war zuvor Finalist im höchsten europäischen Vereinswettbewerb EuroLeague. Ides wurde wegen Ausländerbeschränkungen in der italienischen Liga Lega Basket Serie A nur in der EuroLeague eingesetzt, wo er auf acht Einsätze mit durchschnittlich sechs Minuten Einsatzzeit kam. In der zweiten Gruppenphase der 16 besten Mannschaften konnte Vorjahresfinalist Treviso zwar Panathinaikos Athen und den FC Barcelona hinter sich lassen, doch scheiterte im direkten Vergleich am italienischen Konkurrenten Montepaschi Siena, der später auch die italienische Meisterschaft gewinnen sollte, am Einzug in der Final-Four-Finalrunde. Nach dem Ausscheiden mit Treviso im europäischen Wettbewerb kehrte Ides in sein Heimatland zurück und schloss sich dem Meister aus Opava an. Der konnte jedoch seinen Titel nicht verteidigen, während Ides’ ehemalige Mannschaft aus Nymburk die erste von zehn aufeinanderfolgenden Meisterschaften gewann.
Für die Saison 2004/05 bekam Ides einen Vertrag beim französischen Erstligisten Jeanne d’Arc aus Vichy. Der Verein blieb jedoch weitgehend erfolglos und errang nur sieben Siege in 34 Spielen, was zu nicht mehr als dem letzten Tabellenplatz in der LNB Pro A reichte und den Abstieg bedeutete. Ides kam auf nicht mehr als durchschnittlich zehn Minuten Einsatzzeit in 25 Spielen. In der Saisonvorbereitung 2005/06 durfte Ides noch einmal in Italien beim Vizemeister Armani Jeans Mailand vorspielen, bevor er in der Saison beim in der schwedischen Basketligan bei Akropol BBK im Stockholmer Stadtteil Rinkeby aktiv war. In den Play-offs um die Meisterschaft verlor man in der Halbfinalserie gegen den späteren Meister Plannja Basket Luleå, wobei Ides über die Saison gesehen ein Double-Double erreichte. In der Saison 2006/07 spielte Ides dann wieder in seiner mährischen Heimat für den BK Nová huť aus Ostrava. Für die Mannschaft reichte es auf dem achten Platz zum Einzug in die Play-offs um die Meisterschaft, in denen man in der ersten Runde ausschied. Zu Beginn der Saison 2007/08 versuchte sich Ides erneut im Ausland und spielte zu Beginn der Saison in der griechischen A2 Ethniki für den Erstliga-Absteiger Apollon aus Patras. Nach kurzer Zeit kehrte er Anfang Dezember 2007 in die tschechische Liga zurück und spielte für den Vorjahresaufsteiger BK Kondoři aus Liberec, der jedoch am Saisonende auf dem zehnten Platz die Play-offs verpasste.
Für die Saison 2008/09 bekam Ides einen Vertrag beim deutschen Zweitligisten Mitteldeutscher BC aus Weißenfels. Der MBC gewann unter anderem mit Ides’ früheren Studienkollegen Wayne Bernard in der ProA-Saison 2008/09 die Meisterschaft dieser Liga und die Rückkehr in die Basketball-Bundesliga. Ides selbst bekam jedoch keinen neuen Vertrag und wechselte eine Klasse tiefer zum Nürnberger Basketball Club. Der NBC hatte nur durch den Rückzug einer anderen Mannschaft den Klassenerhalt geschafft und erreichte in der ProB-Spielzeit 2009/10 nun mit dem fünften Platz einen Platzierung im oberen Tabellendrittel. In der ProB-Runde 2010/11 spielte man nun erstmals Play-offs um den Aufstieg in die ProA aus und der NBC verlor umstritten die entscheidende Halbfinalserie gegen Ehingen Steeples, nachdem die scheinbar gewonnene Auftaktpartie der Serie wiederholt werden musste. Nach dem Teilnahmeverzicht anderer Vereine erreichte der NBC aber doch noch den Aufstieg in die ProA. In der ProA-Saison 2011/12, in der der ambitionierte Neuling nur einen zwölften Platz erreichte, kam Ides auf eine deutlich reduzierte Einsatzzeit von durchschnittlich gut zehn Minuten pro Spiel und gab am Saisonende als Spieler seinen Rücktritt vom Leistungssport bekannt. Stattdessen wurde Ides zur folgenden Saison Nachfolger von Trainer Derrick Taylor. In der ProA 2012/13 verbesserte sich der NBC mit Trainer-Neuling Ides auf den sechsten Platz, schied aber in der ersten Runde der Play-offs um den Aufstieg gegen die Düsseldorf Baskets in fünf Spielen aus, nachdem man nach drei Spielen mit zwei Siegen vorne gelegen hatte. Im November 2013 wurde Martin Ides aufgrund der für den Verein nicht zufriedenstellenden sportlichen Situation beurlaubt.
Im Sommer 2015 übernahm er das Traineramt bei den Fibalon Baskets Neumarkt in der 2. Regionalliga an und verließ die Mannschaft 2017, um ein Angebot als Trainer des TSV Ansbach (1. Regionalliga) anzunehmen. Er übernahm auch Aufgaben in Ansbachs Nachwuchsbereich. 2024 wurde Ides als Trainer im Jugendbereich des Nürnberg Falcons BC tätig, er betreute fortan die U16-Mannschaft in der Jugend-Basketball-Bundesliga.